# Cymbial ecto-basal process
Cymbial ecto-basal process (CEBP, dosł. zewnętrzno-nasadowy wyrostek cymbialny) – element męskich narządów rozrodczych niektórych pająków.
CEBP osadzony jest zewnętrzno-nasadowej powierzchni cymbium, w pobliżu paracymbium. Może mieć formę podobną do apofizy (tj. być dłuższy niż szerszy) lub przybierać postać szerszej od paracymbium, kutykularnej fałdy. U Allende nigrohumeralis uzbrojony jest w ząbkokształtne szczeciny.
Generalnie struktura ta występuje u niektórych kwadratnikowatych. Podobne wyrostki występujące u Pimoidae i niektórych osnuwikowatych nie są z nim homologiczne. Większość gatunków wyposażonych w CEBP ma również CEMP.